# Capnia decepta
Capnia decepta is een steenvlieg uit de familie Capniidae. De wetenschappelijke naam van de soort is voor het eerst geldig gepubliceerd in 1897 door Banks.